# وسیولایا پولیانا
وسیولایا پولیانا (به لاتین: Vesyolaya Polyana) یک منطقهٔ مسکونی در روسیه است که در باشقیرستان واقع شده‌است.